# Central Park North – 110th Street
Central Park North – 110th Street – stacja metra nowojorskiego, na linii 2 i 3. Znajduje się w dzielnicy Manhattan, w Nowym Jorku i zlokalizowana jest pomiędzy stacjami 116th Street i 96th Street. Została otwarta 23 listopada 1904.